# Гинкас, Кама Миронович
Ка́ма Миро́нович Ги́нкас (лит. Kama Ginkas; род. 7 мая 1941, Каунас) — советский и российский театральный режиссёр и педагог. Народный артист Российской Федерации (2003).

## Биография
Родился в семье врача, выпускника Каунасского медицинского института Мони Гинка (Мирон Абрамович Гинкас, 1912—1983), уроженца Паневежиса, впоследствии главврача станции скорой помощи в Вильнюсе. В шестинедельном возрасте вместе с родителями был заключён в Каунасское гетто, где погибли родственники (воспоминания его отца о времени пребывания в гетто «Сквозь колючую проволоку» в переводе с литовского языка были изданы в 2024 году). Через полтора года семье Камы Гинкаса удалось бежать из гетто, скрываясь у знакомой литовской семьи до освобождения города. Первым языком был идиш.
Учился в Вильнюсской консерватории (актёрский факультет, 1959—1962), затем в ЛГИТМиКе (курс Г. А. Товстоногова; выпуск 1967 года). В 1964 году дебютировал как художник спектакля «Ночной разговор с человеком, которого презираешь». В 1967 году представил свою первую режиссёрскую работу «Традиционный сбор» по пьесе В. Розова в Рижском театре русской драмы
С 1970 по 1972 год — главный режиссёр Красноярского ТЮЗа. Работает в Московском Театре юного зрителя. В соавторстве с Джоном Фридманом написал книгу Provoking Theater.
Профессор кафедры актёрского мастерства и режиссуры Высшей школы сценических искусств Константина Райкина.

## Семья
- Жена — режиссёр Генриетта Наумовна Яновская[5]
  - Сын — Даниил Гинк (драматург и режиссёр, живёт в Ришон-ле-Ционе).
  - Внебрачный сын — Донатас Грудович (актёр, режиссёр)[6], его мать — сценаристка Светлана Грудович (род. 1954)[7].

## Постановки
- 1965 — «Ночной разговор с человеком, которого презираешь» Ф. Дюрренматта. Художник К. М. Гинкас. Ленинградский Дворец искусств.
- 1967 — «Традиционный сбор» В. С. Розова. Художник Ю. Феоктистов. Рижский театр русской драмы. — Дипломный спектакль.
- 1968 — «Последние» М. Горького. Художник Э. С. Кочергин. Государственный драматический Театр на Литейном, Ленинград.
- 1968 — «Насмешливое моё счастье» Л. А. Малюгина (совместно Р. Агамирзяном). Художник Э. С. Кочергин. Академический драматический театр имени В. Ф. Комиссаржевской.
- 1970 — «451 градус по Фаренгейту» по Р. Брэдбери. Художник В. Жуйко. Красноярский ТЮЗ.
- 1971 — «Кража» В. Астафьева (совместно с Л. Стукаловым). Художник В. Жуйко. Красноярский ТЮЗ.
- 1971 — «Гамлет» У. Шекспира. Художник Э. С. Кочергин. Красноярский ТЮЗ.
- 1972 — «Судьба барабанщика» по А. П. Гайдару (совместно с Г. Н. Яновской). Художник А. Поздеев. Красноярский ТЮЗ.
- 1973 — «Монолог о браке» Э. С. Радзинского. Художник Э. С. Кочергии, Ленинградский театр Комедии.
- 1974 — «Похожий на льва» Р. Ибрагимбекова. Художник Э. С. Кочергин. Театр на Литейном, Ленинград.
- 1975 — «Драма из-за лирики» Г. И. Полонского. Художник Э. С. Кочергин. Ленинградский театр им. Ленинского комсомола.
- 1976 — «Эй, кто-нибудь!» по одноактным пьесам У. Сарояна, И. Ханера и А. Мальца. Художник М. Ф. Китаев. Ленинградский театр им. Ленинского комсомола.
- 1977 — «Святая святых» И. П. Друцэ. Художник М. Френкель. Рижский театр русской драмы.
- 1978 — «Царствие земное» Т. Уильямса. Художник Э. С. Кочергин. Театр на Литейном, Ленинград.
- 1979 — «Пушкин и Натали» К. М. Гинкаса. Художник К. М. Гинкас.
- 1980 — «Необычное приключение Т. С. и Г. Ф.» Г. Н. Яновской по М. Твену. Художник Н. Бахвалова. Владивостокский драматический театр.
- 1981 — «Пять углов» С. Коковкина. Художник А. В. Коженкова. Театр имени Моссовета.
- 1982 — «Вагончик» Нины Павловой. Художник Э. С. Кочергин. МХАТ им. М. Горького.
- 1983 — «Гедда Габлер» Генрика Ибсена. Художник С. М. Бархин. Театр им. Моссовета.
- 1984 — «Блондинка» А. М. Володина. Художник К. М. Гинкас. ГИТИС.
- 1985 — «Блондинка» А. М. Володина. Художники К. М. Гинкас, А. Лисянский. Театр им. Вл. Маяковского.
- 1986 — «Тамада» А. Галина. Художник Д. Л. Боровский. МХАТ им. М. Горького.
- 1988 — «Театр сторожа Никиты» К. М. Гинкаса по «Палате № 6» А. П. Чехова. Художник Д. Боровский. Лилла-театр (Театр Пикку-Лиллак), Хельсинки.
- 1988 — «Записки из подполья» К. М. Гинкаса по Ф. М. Достоевскому. Художник А. Яцовскис. Московский ТЮЗ.
- 1990 — «Преступление и наказание» К. М. Гинкаса по Ф. М. Достоевскому. Художник Д. Боровский. Лилла-театр, Хельсинки.
- 1991 — «Играем „Преступление“» К. М. Гинкаса по Ф. М. Достоевскому. Художник К. М. Гинкас. Московский ТЮЗ.
- 1993 — «Жизнь прекрасна» по рассказу «Дама с собачкой» А. П. Чехова. Художник С. М. Бархин. Стамбул, Турция.
- 1993 — «Идиот» К. М. Гинкаса по Ф. М. Достоевскому. Художник С. М. Бархин. Шведская театральная академия, Хельсинки.
- 1994 — «К. И. из „Преступления“» по Ф. М. Достоевскому. Художник К. М. Гинкас. Московский ТЮЗ.
- 1994 — «Жизнь прекрасна» по рассказу «Дама с собачкой» А. П. Чехова. Художник С. М. Бархин. Лилла-театр, Хельсинки.
- 1995 — «Казнь декабристов» К. М. Гинкаса. Художник К. М. Гинкас. Московский ТЮЗ.
- 1995 — «Н. Ф. Б.» Опера В. Кобекина по роману Ф. М. Достоевского «Идиот». Художник С. М. Бархин. Локум, Германия.
- 1996 — «Чайка» А. П. Чехова. Художник С. М. Бархин. Шведская театральная академия, Хельсинки.
- 1997 — «Макбет» У. Шекспира. Художник С. М. Бархин. Муниципальный театр, Хельсинки.
- 1998 — «Золотой петушок» по А. С. Пушкину. Художники А. Глебова, С. Архипова. Московский ТЮЗ.
- 1998 — «Комната смеха» О. А. Богаева. Художник С. М. Бархин. Московский театр-студия под руководством Олега Табакова.
- 1999 — «Пушкин. Дуэль. Смерть»
- 1999 — «Чёрный монах» по А. П. Чехову.
- 2000 — «Счастливый принц» по О. Уайльду.
- 2004 — «Скрипка Ротшильда» по А. П. Чехову.
- 2006 — «Нелепая поэмка» по Ф. М. Достоевскому[8].
- 2007 — «Роберто Зукко» Бернар-Мари Кольтеса.
- 2009 — «Медея» по текстам Сенеки, Ж. Ануя, И. А. Бродского. Художник С. М. Бархин. Московский ТЮЗ. В ролях: Ясон — И. Гордин, Креонт — Игорь Ясулович, Медея — Е. Карпушина.
- 2010 — «Записки сумасшедшего» по Н. В. Гоголю. Московский ТЮЗ.
- 2011 — «Гедда Габлер» по Г. Ибсену. Александринский театр, г. Санкт-Петербург.
- 2012 — «Шуты Шекспировы» по Шекспиру. Московский ТЮЗ.
- 2013 — «Леди Макбет нашего уезда» (по Лескову). Московский ТЮЗ.
- 2014 — Э. Олби «Кто боится Вирджинии Вулф?» МТЮЗ
- 2015 — К. Гинкас «По дороге в…» (Русские сны по Ф.Достоевскому) МТЮЗ
- 2016 — К. Гинкас «Куда девалось солнышко» МТЮЗ
- 2017 — Э. Олби «Всё кончено» МТЮЗ
- 2018 — Э.-Э.Шмитт «Вариации тайны» МТЮЗ. Пространство С.Бархина
- 2018 — Дж. Верди опера «Макбет» Музыкальный театр им. К. С. Станиславского и Вл. И. Немировича-Данченко. Пространство С.Бархина
- 2019 — Т. Уильямс «Кошка на раскалённой крыше» МТЮЗ. Пространство С.Бархина
- 2021 — С.Давыдов «Где мой дом» МТЮЗ.

## Звания и награды
- Профессор Школы-студии МХАТ.
- Народный артист Российской Федерации (2003).
- Заслуженный деятель искусств Российской Федерации (1997).
- Лауреат Государственной премии РФ (1999), театральной премии им. К. С. Станиславского (2008; совм. с Г. Яновской), премии М. Туманишвили «За совершенство в искусстве», премий «Триумф», «Золотая маска», «Чайка», «Хрустальная Турандот», премии «Человек года» Федерации еврейских общин России (2005)[9].
- Специальная Премия «Золотая Маска» «За выдающийся вклад в развитие театрального искусства» (сезон 2019—2020)[10].
- Специальная премия «Золотая маска» «За выдающийся вклад в развитие театрального искусства» (2021)[11].
- Международная премия «Балтийская звезда» (2021)[12].